# گناه‌شناسی (دیدگاه مسیحیت)

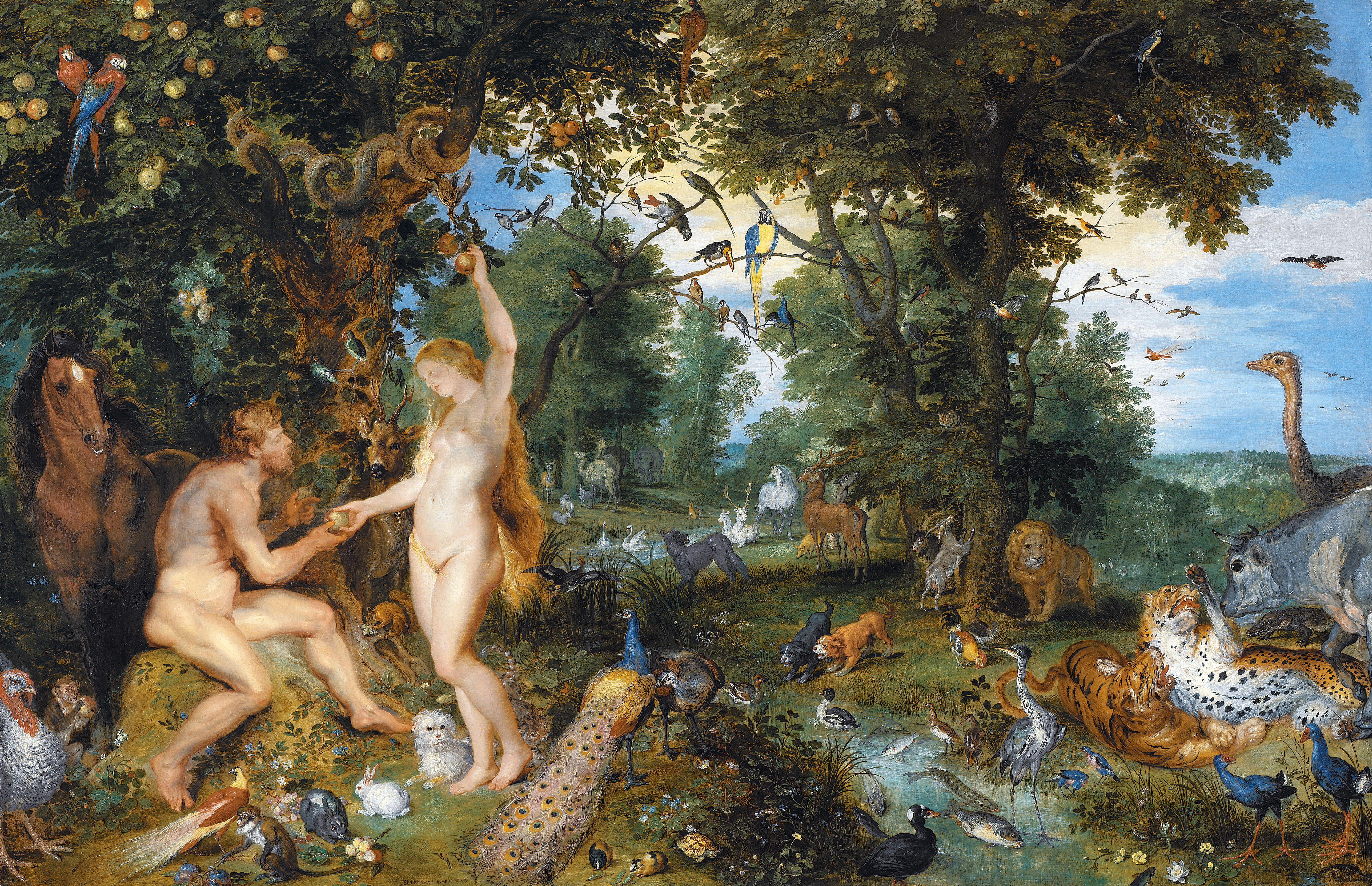
تصویری از گناه آدم و حوا توسط یان بروگل مهتر و پیتر پل روبنس۱۶۱۵. موزه مائریتشویس، لاهه.

در مسیحیت گناه یک عمل غیراخلاقی است که تخطی از قانون الهی تلقی می‌شود.دکترین گناه برای ایمان مسیحی نقطه‌ای اصلی و مرکزی است، زیرا نماد بشارت دربارهٔ رستگاری در عیسی از دیدگاه مسیحیان است.
واژه هامارتیولوژی، شاخه‌ای از الهیات مسیحی درباره مطالعه گناه است، گناه را به عنوان یک عمل توهین آمیز علیه خدا با تحقیر اشخاص و قوانین کتاب مقدس مسیحی و با آسیب رساندن به دیگران توصیف می‌کند. گناه‌شناسی مسیحی ارتباط نزدیکی با مفاهیم قانون طبیعی، الهیات اخلاقی و اخلاق مسیحی دارد. به گفته آگوستین (۳۵۴–۴۳۰) گناه «یک گفتار، کردار یا میل در مخالفت با قانون ابدی خداوند است» یا همان‌طور که کتاب مقدس بیان می‌کند، «گناه تخطی از قانون است. "
در میان برخی از محققان، گناه بیشتر به عنوان نقض قانونی یا نقض قرارداد از چارچوب‌های فلسفی غیر الزام‌آور و دیدگاه‌های اخلاق مسیحی تلقی می‌شود، و بنابراین رستگاری در اصطلاح حقوقی دیده می‌شود. سایر محققین مسیحی گناه را اساساً نوعی کشش و رابطه‌ می‌دانند: از دست دادن عشق به خدای مسیحی و افزایش عشق به خود (از این منظر، دلبستگی)، همان‌طور که بعداً توسط آگوستین در مناظره‌اش با پلاجیوس مطرح شد. همانند تعریف قانونی گناه، این تعریف نیز بر درک فیض و رستگاری مسیحی تأثیر می‌گذارد که به این ترتیب به لحاظ رابطه‌ای نگریسته می‌شود.